# Guster (popband)

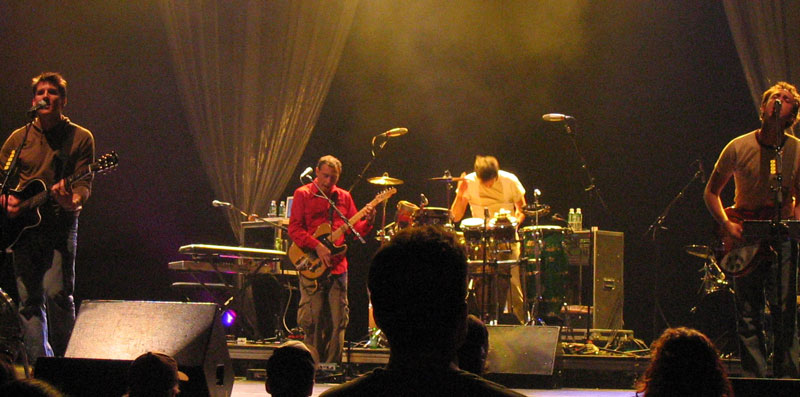
Guster in 2004

Guster is een Amerikaanse, alternatieve popband, die in Boston, Massachusetts is opgericht door Ryan Miller (gitaar/zang), Adam Gardner (gitaar/zang) en Brian Rosenworcel (percussie). Joe Pisapia voegde zich later bij de groep.
De drie oorspronkelijke leden leerden elkaar in 1991 kennen op de Tufts universiteit. Een jaar later traden ze op de campus van de universiteit voor het eerst op. Ze hadden enkele nummers geschreven en noemden zich 'Gus'. In 1994 namen ze het album Parachute in eigen beheer op. De band was gedwongen een andere naam te kiezen, toen kort na het verschijnen van het album een andere artiest met de naam Gus een contract tekende bij een grote platenmaatschappij. De groep besloot zich 'Guster' te noemen.
In 1996 nam Guster, opnieuw in eigen beheer, het album Goldfly op. Dat verscheen begin 1997. Een jaar later tekende Guster een contract bij Sire Records, dat de cd opnieuw uitbracht. In 1999 kwam het door Steve Lillywhite geproduceerde album Lost and Gone Forever uit. Gesteund door het platenlabel trad de band onder meer op in de televisieshow van David Letterman. Ook bracht Guster voor het eerst een video uit: Fa Fa, afkomstig van Lost and Gone Forever. 
In 2003 verscheen het vierde album, Keep It Together. De single Amsterdam was regelmatig op de radio te horen. Een jaar later volgde het livealbum Guster On Ice, met opnamen van optredens in Portland, Maine, in december 2003. In 2006 kwam Ganging Up on the Sun uit. Joe Pisapia maakte op dit album zijn debuut als vierde groepslid.